# CEMMA
CEMMA (Cyfrowe Modelowanie Maszyny Analogowej) – język programowania przeznaczony do modelowania procesów i symulacji komputerowej (język symulacyjny). W języku tym można było modelować procesy opisywane równaniami różniczkowymi zwyczajnymi, zarówno liniowymi, jak i nieliniowymi, o współczynnikach zależnych lub niezależnych od czasu. System Cemma został opracowany w Instytucie Maszyn Matematycznych w Warszawie dla komputera ZAM-41.
Programy w języku Cemma opracowywane były na podstawie schematów blokowych reprezentujących wybrany model (maksymalna liczba elementów na schemacie w modelu mogła sięgać rzędu 500 elementów). Mógł on być następnie poddawany wymuszeniom zdeterminowanym i zakłóceniom stochastycznym. Programowanie polegało na tym, że programista tworząc kod źródłowy budował go z zestawu około 30 blokowych operacji reprezentujących różne funkcje matematyczne, generatory funkcji i inne. System dawał możliwości m.in.: powtarzania obliczeń dla różnych argumentów konkretyzujących wybrane parametry, automatycznej optymalizacji, tj. doboru argumentu przez system według zadanych kryteriów, rozwiązywania funkcji uwikłanych, siedem algorytmów dla całkowania, jednoczesnego rejestrowania do 50 przebiegów w postaci numerycznej i do 50 wykresów graficznych drukowanych na drukarce wierszowej.